# Aristides Cardoso Veiga

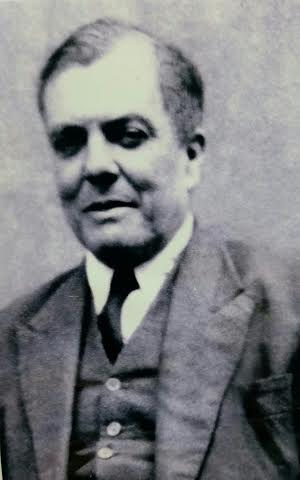
Foto de Aristides Cardoso Veiga

Aristides Cardoso Veiga nasceu a 5 de outubro de 1897 na vila de Sabrosa (distrito de Vila Real, Portugal) e foi nesta localidade da região do Douro que morreu a 18 de fevereiro de 1970.
Filho de António Cardoso Veiga e de Rita Alves da Cunha, contraiu matrimónio por duas vezes e do segundo casamento, com Emília da Purificação Torres Marques, nasceram sete filhos. Destes, quatro morreram ainda bebés e três ainda estão vivos: Amanda Marques Cardoso, José Adelino Marques Cardoso Veiga e Lídia Marques Cardoso Veiga.
O serviço militar obrigatório foi cumprido pelo então jovem Aristides no regimento de infantaria 13 em Vila Real onde chegou ao posto de 2º Sargento. Mais tarde foi em comissão para Angola onde, durante quatro anos, defendeu a Pátria com reconhecida bravura. Em terras angolanas foi camarada de armas do General Aníbal Vaz, uma convivência que acabou por resultar numa profunda amizade ao longo da vida. De referir ainda que, por circunstâncias ligadas ao serviço militar, o jovem Aristides estava em Lisboa, na estação do Rossio, no dia 14 de dezembro de 1918, tendo testemunhado o momento em que o Presidente Sidónio Pais foi assassinado.
Filho ilustre de Sabrosa, Aristides Cardoso Veiga foi Presidente da Junta de Freguesia de Sabrosa durante 21 anos até á data da sua morte. Desempenhou com toda a dedicação as funções e de forma totalmente gratuita. Não sendo um político de carreira, soube gerir com diplomacia e mestria as várias sensibilidades que enfrentou no exercício de autarca.
Homem bom de Sabrosa, Aristides Cardoso Veiga dedicou grande parte da vida a instituições sociais. Foi secretário da Associação Humanitária dos Bombeiros Voluntários de Sabrosa durante 48 anos, tendo feito parte da Direção presidida por Manuel Marques da Cunha e que tinha como tesoureiro Luis Teixeira Gomes, que era seu padrinho de batismo.
O seu trabalho na corporação foi importante e decisivo para a aquisição da primeira viatura, um pronto-socorro descapotável da marca Studebaker, viatura que hoje é uma verdadeira peça de museu e que ainda desperta a curiosidade quando é usada nas paradas e desfiles de bombeiros.
As qualidades pessoais e a elevada competência como gestor são reconhecidas e destacadas por todos sabrosenses que acompanharam também a intervenção de Aristides Cardoso Veiga no Patronato de Santo António, uma instituição com forte cariz social em Sabrosa. Fez parte da direção durante 10 anos, assumindo a responsabilidade da gestão porque a presidente residia na altura em Lisboa. A intervenção social desta ilustre personalidade de Sabrosa alargou-se ainda à Cáritas Portuguesa cujo núcleo local dirigiu durante vários anos.
A atividade profissional foi, por outro lado, exercida durante 6 anos na Repartição de Finanças de Sabrosa como escrivão das execuções fiscais.
Mas foi como empresário do comércio que Aristides Cardoso Veiga desenvolveu grande parte da vida profissional. Primeiro na área dos bens alimentares e mais tarde no setor do calçado, com um estabelecimento comercial na antiga rua Direita, hoje rua Coronel Jaime Neves, em Sabrosa.
Senhor de forte personalidade, relacionamento afável e de um sentido de humor muito apreciado, Aristides Cardoso Veiga viveu sempre na maior estima dos conterrâneos. Sabrosense de gema que dedicou toda a sua vida à terra que o viu nascer e morrer, Aristides Cardoso Veiga é digno de um topónimo em Sabrosa.